# Martin Šavrňák
Martin Šavrňák (* 1. listopadu 1974) je bývalý český fotbalista.

## Fotbalová kariéra
V české lize hrál za SK Sigma Olomouc. Nastoupil ve 3 ligových utkáních. Ve druhé lize hrál za 1. HFK Olomouc.

## Ligová bilance
| Ročník                          | Zápasy | Góly | Klub             |
| ------------------------------- | ------ | ---- | ---------------- |
| 1. česká fotbalová liga 1993/94 | 2      | 0    | SK Sigma Olomouc |
| 1. česká fotbalová liga 1995/96 | 1      | 0    | SK Sigma Olomouc |
| 2. česká fotbalová liga 2001/02 | 13     | 0    | 1. HFK Olomouc   |
| CELKEM 1. liga                  | 3      | 0    |                  |